# فيضانات سيلشار 2022
فيضانات سيلشار 2022 كانت الفيضانات التي حدثت في ولاية آسام بالهند اعتبارًا من 19 يونيو 2022 بسبب اختراق سد نهر باراك في بيثكوندي. أثر الفيضان على 5.4 مليون شخص في 32 مقاطعة وتسبب في وفاة 186 شخصًا عبر المناطق المتضررة. كانت بلدة سيلشار الواقعة على بعد كيلومتر واحد فقط من السد الأكثر تضررًا حيث كانت 90 بالمائة من المدينة تحت الماء.
في 2 يوليو ألقي القبض على رجل يدعى كابول خان لخرقه السد الذي تسبب في الفيضانات. كما أنه قام بتسجيل مقطع فيديو للخرق. بحلول 6 يوليو تم القبض على 3 أشخاص آخرين بسبب الفعل. قال رئيس وزراء ولاية آسام هيمانتا بيسوا سارما إن الفيضان كان كارثة من صنع الإنسان وسيواجه المسؤولون عنها عقوبة قاسية.